# Удо I фон Тюрингия
Удо I фон Тюрингия (на немски: Udo I von Thüringen; * ок. 1090; † сл. 8 септември 1148, Средиземно море) от род Лудовинги, е от 1125 г. до 1148 г. епископ на Наумбург.

## Биография
Той е четвъртият син на тюрингския граф Лудвиг Скачащия (1042 – 1123) и Аделхайд фон Щаде (1065 – 1110) от род Удони, дъщеря на Лотар Удо II граф на Щаде, маркграф на Северната марка (ок. 1060 – 1110) от род Удони. Майка му е вдовица на граф Фридрих III фон Гозек. Брат е на ландграф Лудвиг I († 1140) и граф Хайнрих Распе I († 1130).
Удо I е на страната на Щауфените и през пролетта на 1125 г. е избран за епископ на Наумбург-Цайз.
Като имперски княз Удо често е наблизо до император Лотар III и помага на Конрад III при избора му. През 1140 г. той също е регент в Тюрингия и през 1147 г. заедно с Конрад III участва във Втория кръстоносен поход в Йерусалим. След унищожителната загуба при Лаодикея през 1148 г. той успява да стигне до Акон и си тръгва обратно с кораб, който потъва в Средиземно море.